# Hittills
Hittills är ett samlingsalbum från 1999 med Bo Kaspers Orkester. Det innehåller låtar från de tidigare albumen Söndag i sängen, På hotell, Amerika och I centrum.

## Spår
1. Svårt att säga nej (med Lisa Ekdahl)
2. Ett & Noll
3. Allt ljus på mig
4. Det går en man omkring i mina skor
5. Vi kommer aldrig att dö
6. Hon är så söt
7. Undantag
8. Ingenting alls
9. I botten på glaset
10. Köpenhamn
11. En jävel vid mitt öra
12. Fyrarättersmål
13. Amerika
14. Puss - remix
15. Vi tar in på hotell
16. Svårt att säga nej - Havanna version

## Listplaceringar
| Lista (1999-2002) | Topplacering |
| ----------------- | ------------ |
| Finland           | 8            |
| Norge             | 2            |
| Sverige           | 2            |